# The Wall Live
The Wall Live – światowa trasa koncertowa basisty zespołu Pink Floyd, Rogera Waters, trwająca od 2010 do 2013 r.; obejmująca 218 koncertów.
W 2010 artysta dał 56 koncertów w Ameryce Północnej; w 2011 – 64 w Europie; w 2012 – po 15 w Oceanii i Ameryce Południowej oraz 42 w Ameryce Północnej; w 2013 – 26 w Europie.

## Program koncertów
Część 1:
1. "In the Flesh?"
2. "The Thin Ice"
3. "Another Brick in the Wall (Part 1)"
4. "The Happiest Days of Our Lives"
5. "Another Brick in the Wall (Part 2)"
6. "The Ballad of Jean Charles de Mezenes" (pominięte w czerwcu 2011)
7. "Mother"
8. "Goodbye Blue Sky"
9. "Empty Spaces"
10. "What Shall Do We Now?"
11. "Young Lust"
12. "One of My Turns"
13. "Don’t Leave Me Now"
14. "Another Brick in the Wall (Part 3)"
15. "The Last Few Bricks"
16. "Goodbye Cruel World"

Część 2:
1. "Hey You"
2. "Is There Anybody Out There"
3. "Nobody Home"
4. "Vera"
5. "Bring the Boys Back Home"
6. "Comfortably Numb"
7. "The Show Must Go On"
8. "In the Flesh"
9. "Run Like Hell"
10. "Waiting for the Worms"
11. "Stop"
12. "The Trial"
13. "Outside the Wall"

## Koncerty w 2010
- 15 września  – Toronto, Kanada – Air Canada Centre
- 16 września  – Toronto, Kanada – Air Canada Centre
- 17 września – Toronto, Kanada – Air Canada Centre
- 20, 21, 23 i 24 września  – Chicago, Illinois, USA – United Center
- 26 września  – Pittsburgh, Pensylwania, USA – Consol Energy Center
- 28 września  – Cleveland, Ohio, USA – Quicken Loans Arena
- 30 września, 1 i 3 października  – Boston, Massachusetts, USA – TD Garden
- 5 i 6 października – New York City, Nowy Jork, USA – Madison Square Garden
- 8 października – Buffalo, Nowy Jork, USA – First Niagara Center
- 10 października – Waszyngton, USA – Verizon Center
- 12 i 13 października – Uniondale, Nowy Jork, USA – Nassau Veterans Memorial Coliseum
- 15 października – Hartford, Connecticut, USA – XL Center
- 17 października – Ottawa, Kanada – Scotiabank Place
- 19 i 20 października – Montreal, Kanada – Bell Centre
- 22 października – Columbus, Ohio, USA – Value City Centre
- 24 października – Auburn Hills, Michigan, USA – The Palace of Auburn Hills
- 26 października – Omaha, Nebraska, USA – Qwest Center Omaha
- 27 października – Saint Paul, Minnesota, USA – Xcel Energy Center
- 29 października – St. Louis, Missouri, USA – Scottrade Center
- 30 października – Kansas City, Missouri, USA – Sprint Center
- 3 i 4 listopada – East Rutherford, New Jersey, USA – Izod Center
- 6 listopada – New York City, Nowy Jork, USA – Madison Square Garden
- 8, 9 i 11 listopada – Filadelfia, Pensylwania, USA – Wells Fargo Center
- 13 i 14 listopada – Sunrise, Floryda, USA – BankAtlantic Center
- 16 listopada – Tampa, Floryda, USA – St. Pete Times Forum
- 18 listopada – Atlanta, Georgia, USA – Phillips Arena
- 20 listopada – Houston, Teksas, USA – Toyota Center
- 21 listopada – Dallas, Teksas, USA – American Airlines Center
- 23 listopada – Denver, Kolorado, USA – Pepsi Center
- 26 listopada – Paradise, Nevada, USA – MGM Grand Garden Arena
- 27 listopada – Phoenix, Arizona, USA – US Airways Center
- 29 i 30 listopada – Los Angeles, Kalifornia, USA – Staples Center
- 3 grudnia – Oakland, Kalifornia, USA – Oracle Arena
- 5 grudnia – Los Angeles, Kalifornia, USA – Staples Center
- 7 i 8 grudnia – San Jose, Kalifornia, USA – HP Pavillion at San Jose
- 10 grudnia – Vancouver, Kanada – Rogers Arena
- 11 grudnia – Tacoma, Waszyngton, USA – Tacoma Dome
- 13 i 14 grudnia – Anaheim, Kalifornia, USA – Honda Center
- 18, 19 i 21 grudnia – Meksyk, Meksyk – Palacio de los Deportes

## Koncerty w 2011
- 21 i 22 marca – Lizbona, Portugalia – Pavilhão Atlãntico
- 25 i 26 marca – Madryt, Hiszpania – Palacio de los Deportes de la Comunidad de Madrid
- 29 i 30 marca – Barcelona, Hiszpania – Palau Sant Jordi
- 1, 2, 4 i 5 kwietnia – Mediolan, Włochy – Mediolanum Forum
- 8, 9 i 11 kwietnia – Arnhem, Holandia – GelreDome
- 13 kwietnia – Zagrzeb, Chorwacja – Arena Zagreb
- 15 i 16 kwietnia – Praga, Czechy – O2 Arena
- 18 i 19 kwietnia – Łódź, Polska – Atlas Arena
- 23 kwietnia – Moskwa, Rosja – Olimpijskij
- 25 kwietnia – Sankt Petersburg, Rosja – SKK Petersburskiy
- 27 i 28 kwietnia – Helsinki, Finlandia – Hartwall Arena
- 30 kwietnia i 1 maja – Bœrum, Norwegia – Telenor Arena
- 4 i 5 maja – Sztokholm, Szwecja – Ericsson Globe
- 7 maja – Kopenhaga, Dania – Parken Stadion
- 11, 12, 14, 15, 17 i 18 maja – Londyn, Anglia – O2 Arena
- 20 i 21 maja – Manchester, Anglia – Manchester Evening News Arena
- 23 i 24 maja – Dublin, Irlandia – The O2
- 27 i 28 maja – Antwerpia, Belgia – Sportpaleis Antwerp
- 30 i 31 maja – Paryż, Francja – Palais Omnisports de Paris-Bercy
- 3 i 4 czerwca – Mannheim, Niemcy – SAP Arena
- 6 i 7 czerwca – Zurych, Szwajcaria – Hallenstadion
- 10 i 11 czerwca – Hamburg, Niemcy – O2 World
- 13 czerwca – Herning, Dania – Jyske Bank Boxen
- 15 i 16 czerwca – Berlin, Niemcy – O2 World
- 18 czerwca – Düsseldorf, Niemcy – Esprit Arena
- 20 czerwca – Monachium, Niemcy – Olympiahalle
- 22 czerwca – Budapeszt, Węgry – Papp László Budapest Sportaréna
- 24 i 25 czerwca – Zurych, Szwajcaria – Hallenstadion
- 27 czerwca – Birmingham, Anglia – National Indoor Arena
- 28 czerwca – Manchester, Anglia – Manchester Evening News Arena
- 30 czerwca i 1 lipca – Paryż, Francja – Palais Omnisports de Paris-Bercy
- 3 i 4 lipca – Mediolan, Włochy – Mediolanum Forum
- 8, 9 i 12 lipca – Ateny, Grecja – O.A.C.A. Olympic Indoor Hall

## Koncerty w 2012

### Oceania
- 27 i 28 stycznia – Perth, Australia – Burswood Dome
- 1, 2 i 4 lutego – Brisbane, Australia – Brisbane Entertainment Centre
- 7, 8, 10 i 11 lutego – Melbourne, Australia – Rod Laver Arena
- 14 i 15 lutego – Sydney, Australia – Allphones Arena
- 18, 20, 22 i 23 lutego – Auckland, Nowa Zelandia – Vector Arena

### Ameryka Południowa
- 2 i 3 marca – Santiago, Chile – Estadio Nacional Julio Martínez Prádanos
- 7, 9, 10, 12, 14, 15, 17, 18 i 20 marca – Buenos Aires, Argentyna – Estadio Monumental Antonio Vespucio Liberti
- 25 marca – Porto Alegre, Brazylia – Estádio Beira Rio
- 29 marca – Rio de Janeiro, Brazylia – Estádio Olímpico João Havelange
- 1 i 3 kwietnia – São Paulo, Brazylia – Estádio do Morumbi

### Ameryka Północna
- 27 i 28 kwietnia – Meksyk, Meksyk – Foro Sol
- 1 maja – Houston, Teksas, USA – Toyota Center
- 3 maja – Austin, Teksas, USA – Frank Erwin Center
- 5 maja – Tulsa, Oklahoma, USA – BOK Center
- 7 maja – Denver, Kolorado, USA – Pepsi Center
- 11 maja – San Francisco, Kalifornia, USA – AT&T Park
- 13 maja – San Diego, Kalifornia, USA – Valley View Casino Center
- 15 maja – Phoenix, Arizona, USA – US Airways Center
- 19 maja – Los Angeles, Kalifornia, USA – Los Angeles Memorial Coliseum
- 22 maja – Portland, Oregon, USA – Rose Garden
- 24 maja – Seattle, Waszyngton, USA – KeyArena
- 26 maja – Vancouver, Kanada – BC Place
- 28 i 29 maja – Edmonton, Kanada – Rexall Place
- 31 maja i 1 czerwca – Winnipeg, Kanada – MTS Centre
- 3 czerwca – Saint Paul, Minnesota, USA – Xcel Energy Centre
- 5 czerwca – Detroit, Michigan, USA – Joe Louis Arena
- 6 czerwca – Grand Rapids, Michigan, USA – Van Andel Arena
- 8 czerwca – Chicago, Illinois, USA – Wrigley Field
- 10 czerwca – Louisville, Kentucky, USA – KFC! Yum Center
- 11 czerwca – Indianapolis, Indiana, USA – Bankers Life Fieldhouse
- 13 czerwca – Atlanta, Georgia, USA – Phillips Arena
- 15 czerwca – Sunrise, Floryda, USA – BankAtlantic Center
- 16 czerwca – Orlando, Floryda, USA – Amway Center
- 19 czerwca – Nashville, Tennessee, USA – Bridgestone Arena
- 21 czerwca – Buffalo, Nowy Jork, USA – First Niagara Center
- 23 czerwca – Toronto, Kanada – Rogers Centre
- 25 czerwca – Ottawa, Kanada – Scotiabank Place
- 26 czerwca – Montreal, Kanada – Bell Centre
- 28 czerwca – Albany, Nowy Jork, USA – Times Union Center
- 29 czerwca – Hartford, Connecticut, USA – XL Center
- 1 lipca – Boston, Massachusetts, USA – Fenway Park
- 3 lipca – Pittsburgh, Pensylwania, USA – Consol Energy Center
- 6 i 7 lipca – New York City, Nowy Jork, USA – Yankee Stadium
- 9 lipca – Raleigh, Karolina Północna, USA – PNC Arena
- 10 lipca – Charlotte, Karolina Północna, USA – Time Warner Cable Arena
- 12 lipca – Waszyngton, USA – Verizon Center
- 14 lipca – Filadelfia, Pensylwania, USA – Citizens Bank Park
- 21 lipca – Quebec City, Quebec, Kanada – Plains of Abraham

## Koncerty w 2013
- 18 lipca – Arnhem, Holandia – Gelredome
- 20 lipca – Werchter, Belgia – Festivalsite
- 23 lipca – Split, Chorwacja – Stadion Poljud
- 26 lipca – Padwa, Włochy – Stadio Euganeo
- 28 lipca – Rzym, Włochy – Stadio Olimpico
- 31 lipca – Ateny, Grecja – Olympic Stadium
- 4 sierpnia – Stambuł, Turcja – İTÜ Stadyumu
- 7 sierpnia – Praga, Czechy – O2 Arena
- 9 sierpnia – Frankfurt, Niemcy – Commerzbank-Arena
- 11 sierpnia – Kopenhaga, Dania – Parken Stadion
- 14 i 15 sierpnia – Bœrum, Norwegia – Telenor Arena
- 17 sierpnia – Göteborg, Szwecja – Ullevi Stadion
- 20 sierpnia – Warszawa, Polska – Stadion Narodowy
- 23 sierpnia – Wiedeń, Austria – Ernst-Happel Stadion
- 25 sierpnia – Budapeszt, Węgry – Puskás Ferenc Stadion
- 28 sierpnia – Bukareszt, Rumunia – Plac Konstytucji
- 30 sierpnia – Sofia, Bułgaria – Vasil Levsky Stadium
- 1 września – Belgrad, Serbia – Kombank Arena
- 4 września – Berlin, Niemcy – Olympiastadion
- 6 września – Düsseldorf, Niemcy – Esprit Arena
- 8 września – Amsterdam, Holandia – Amsterdam Arena
- 11 września – Zurych, Szwajcaria – Letzigrund
- 14 września – Londyn, Anglia – Wembley Stadium
- 16 września – Manchester, Anglia – Manchester Arena
- 18 września – Dublin, Irlandia – Aviva Stadium
- 21 września – Paryż, Francja – Stade de France

## Dochody z koncertów
| Miejsce koncertu                                             | Miasto           | Sprzedaż biletów/Dostępne   | Dochód brutto |
| ------------------------------------------------------------ | ---------------- | --------------------------- | ------------- |
| Air Canada Centre                                            | Toronto          | 40,922/40,922               | $5,623,300    |
| United Center                                                | Chicago          | 45,653 / 47,487             | $5,400,900    |
| Consol Energy Center                                         | Pittsburgh       | 12,561/12,561               | $1,316,421    |
| Quicken Loans Arena                                          | Pittsburgh       | 12,369/13,320               | $1,229,950    |
| TD Garden                                                    | Boston           | 34,120/34,626               | $3,836,070    |
| Madison Square Garden (5 i 6 października 2010)              | New York City    | 36,074/36,074               | $5,449,885    |
| First Niagara Center                                         | Buffalo          | 13,718/13,718               | $1,493,334    |
| Verizon Center                                               | Waszyngton       | 12,865/12,865               | $2,017,970    |
| Nassau Veterans Memorial Coliseum                            | Uniondale        | 21,147/21,147               | $2,365,175    |
| XL Center                                                    | Hartford         | 11,647/11,647               | $1,534,942    |
| Scotiabank Place                                             | Ottawa           | 12,699/12,699               | $1,346,000    |
| Bell Centre                                                  | Montreal         | 27,210/27,210               | $3,482,540    |
| Value City Arena                                             | Columbus         | 12,010/12,010               | $1,325,804    |
| The Palace of Auburn Hills                                   | Michigan         | 13,481/13,481               | $1,536,384    |
| Qwest Center Omaha                                           | Omaha            | 9,471/9,897                 | $898,513      |
| Xcel Energy Center                                           | Saint Paul       | 14,130/14,130               | $1,704,884    |
| Scottrade Center                                             | St. Louis        | 12,574/12,574               | $1,341,058    |
| Sprint Center                                                | Kansas City      | 11,458/11,458               | $1,253,051    |
| Izod Center                                                  | East Rutherford  | 25,960/25,960               | $3,385,970    |
| Madison Square Garden (6 listopada 2010)                     | New York City    | 12,498/12,498               | $1,902,115    |
| Wells Fargo Center                                           | Filadelfia       | 39,280/39,280               | $5,474,340    |
| BankAtlantic Center                                          | Sunrise          | 24,939/24,939               | $2,956,223    |
| St. Pete Times Forum                                         | Tampa            | 14,630/15,650               | $1,784,297    |
| Phillips Arena                                               | Atlanta          | 12,665/12,665               | $1,772,797    |
| Toyota Center                                                | Houston          | 11,443/11,443               | $1,541,128    |
| American Airlines Center                                     | Dallas           | 12,804/12,804               | $1,673,7654   |
| Pepsi Center                                                 | Denver           | 11,801/11,801               | $1,491,145    |
| MGM Grand Garden Arena                                       | Paradise         | 12,661/12,661               | $1,992,350    |
| US Airways Center                                            | Phoenix          | 12,334/12,334               | $5,408,750    |
| Staples Center (29 i 30 listopada 2010)                      | Los Angeles      | 36,621/36,621               | $5,408,750    |
| Oracle Arena                                                 | Oakland          | 12,579/12,579               | $1,536,895    |
| Staples Center (5 grudnia 2010)                              | Los Angeles      | -                           | -             |
| HP Pavilion at San Jose                                      | San Jose         | 23,209/23,209               | $3,106,707    |
| Rogers Arena                                                 | Vancouver        | 13,159/13,159               | $1,940,070    |
| Tacoma Dome                                                  | Tacoma           | 19,785/19,785               | $2,194,338    |
| Honda Center                                                 | Anaheim          | 23,854/23,854               | $3,321,700    |
| Palacio de los Deportes                                      | Meksyk           | 42,864/42,864               | $4,788,270    |
| Pavilhão Atlântico                                           | Lizbona          | 31,170/31,170               | $2,593,376    |
| Palacio de Deportes de la Communidad de Madrid               | Madryt           | 29,338/29,338               | $2,135,012    |
| Palau Sant Jordi                                             | Barcelona        | 28,738/28,738               | $2,079,519    |
| Mediolanum Forum (od 1 do 5 kwietnia 2011)                   | Mediolan         | 38,518/38,518               | $3,888,218    |
| GelreDome                                                    | Arnhem           | 88,693/88,693               | $8,632,039    |
| Arena Zagreb                                                 | Zagrzeb          | 17,004/17,004               | $1,122,965    |
| O2 Arena                                                     | Praga            | 29,095/29,095               | $3,495,960    |
| Atlas Arena                                                  | Łódź             | 26,231/26,231               | $2,248,310    |
| Olimpijskij                                                  | Moskwa           | 21,894/21,894               | $1,904,778    |
| SKK Peterbursgkiy                                            | Sankt Petersburg | 15,998/15,998               | $1,542,045    |
| Hartwall Arena                                               | Helsinki         | 20,583/20,583               | $2,291,537    |
| Telenor Arena                                                | Bœrum            | 36,034/36,034               | $5,597,370    |
| Ericsson Globe                                               | Sztokholm        | 23,212/23,212               | $3,127,365    |
| Parken Stadion                                               | Kopenhaga        | 46,285/46,285               | $5,151,114    |
| The O2 Arena                                                 | Londyn           | 89,182/90,006               | $10,232,800   |
| Manchester Evening News Arena                                | Manchester       | 36,817/37,050               | $4,428,190    |
| The O2                                                       | Dublin           | 24,540/24,540               | $2,370,038    |
| Sportpaleis Antwerp                                          | Antwerpia        | 24,977/24,977               | $2,703,230    |
| Palais Omnisports de Paris-Bercy (30 i 31 maja 2011)         | Paryż            | 56,674/56,674               | $6,015,980    |
| SAP Arena (3 i 4 czerwca 2011)                               | Mannheim         | 16,444/16,444               | $2,226,201    |
| Hallenstadion (6 i 7 czerwca 2011)                           | Zurych           | 39,811/39,811               | $9,633,656    |
| O2 World Arena (10 i 11 czerwca 2011)                        | Hamburg          | 19,839/19,839               | $2,605,683    |
| Jyske Bank Boxen                                             | Herning          | 13,564/13,564               | $1,595,402    |
| O2 World Berlin (15 i 16 czerwca 2011)                       | Berlin           | 21,961/21,961               | $2,734,176    |
| Esprit Arena                                                 | Düsseldorf       | 35,000/35,000               | $3,784,960    |
| Olympiahalle                                                 | Monachium        | 9,888/9,888                 | $1,343,821    |
| Papp Lászlo Budapest Sportaréna                              | Budapeszt        | 13,445/13,445               | $1,333,913    |
| Hallenstadion (24 i 25 czerwca 2011)                         | Zurych           | -                           | -             |
| National Indoor Arena                                        | Birmingham       | 9,326/9,326                 | $1,142,757    |
| Manchester Evening News Arena (28 czerwca 2011)              | Manchester       | -                           | -             |
| Palais Omnisports de Paris-Bercy (30 czerwca i 1 lipca 2011) | Paryż            | -                           | -             |
| Mediolanum Forum                                             | Mediolan         | 21,005/21,005               | $1,335,100    |
| OAKA Olympiakó Kleistó Gymnastírio                           | Ateny            | 35,005/35,005               | $2,559,048    |
| Burswood Dome                                                | Perth            | 19,523/19,523               | $3,637,000    |
| Brisbane Entertainment Centre                                | Brisbane         | 25,359/25,359               | $4,268,040    |
| Rod Laver Arena                                              | Melbourne        | 38,586/38,586               | $6,900,750    |
| Allphones Arena                                              | Sydney           | 22,994/22,994               | $4,314,050    |
| Vector Arena                                                 | Auckland         | 39,096/39,096               | $6,149,610    |
| Estadio Nacional Julio Martínez Prádanos                     | Santiago         | 93,926/94,875               | $9,297,788    |
| Estadio Monumental Antonio Vespucio Liberti                  | Buenos Aires     | 430,678/444,906             | $37,970,877   |
| Estádio Beira-Rio                                            | Porto Alegre     | 42,436/46,671               | $4,839,180    |
| Estádio do Morumbi                                           | São Paulo        | 99,869/107,621              | $12,512,600   |
| Foro Sol                                                     | Meksyk           | 82,811/82,811               | $7,956,861    |
| Toyota Center                                                | Houston          | 11,264/11,264               | $1,365,855    |
| Frank Erwin Center                                           | Austin           | 10,230/10,230               | $1,888,971    |
| BOK Center                                                   | Tulsa            | 10,651/10,651               | $1,198,062    |
| Pepsi Center                                                 | Denver           | 11,800/11,800               | $1,443,249    |
| AT&T Park                                                    | San Francisco    | 33,193/33,193               | $4,151,511    |
| Valley View Casino Center                                    | San Diego        | 10,219/10,219               | $1,323,031    |
| US Airways Center                                            | Phoenix          | 11,585/11,585               | $1,255,271    |
| Los Angeles Memorial Coliseum                                | Los Angeles      | 45,751/45,751               | $3,544,731    |
| Rose Garden                                                  | Portland         | 12,275/12,275               | $1,316,751    |
| KeyArena                                                     | Seattle          | 12,006/12,006               | $1,481,010    |
| BC Place                                                     | Vancouver        | 36,013/36,013               | $3,820,182    |
| Rexall Place                                                 | Edmonton         | 24,419/24,419               | $3,085,732    |
| MTS Centre                                                   | Winnipeg         | 20,754/20,754               | $2,384,855    |
| Xcel Energy Centre                                           | Saint Paul       | 12,889/12,889               | $1,420,771    |
| Joe Louis Arena                                              | Detroit          | 11,406/11,406               | $1,222,904    |
| Van Andel Arena                                              | Grand Rapids     | 9,388/9,388                 | $1,042,274    |
| Wrigley Field                                                | Chicago          | 36,881/36,881               | $1,295,669    |
| KFC!Yum Center                                               | Louisville       | 12,547/14,666               | $1,295,669    |
| Bankers Life Fieldhouse                                      | Indianapolis     | 11,248/11,248               | $1,288,131    |
| Phillips Arena                                               | Atlanta          | 10,707/10,707               | $1,256,465    |
| BankAtlantic Center                                          | Sunrise          | 12,299/12,299               | $1,522,098    |
| Amway Center                                                 | Orlando          | 11,878/11,878               | $1,383,781    |
| Bridgestone Arena                                            | Nashville        | 12,748/12,748               | $1,356,251    |
| First Niagara Center                                         | Buffalo          | 12,996/12,996               | $1,327,184    |
| Rogers Centre                                                | Toronto          | 40,328/40,328               | $3,876,736    |
| Scotiabank Place                                             | Ottawa           | 11,604/11,604               | $1,239,283    |
| Bell Centre                                                  | Montreal         | 14,305/14,305               | $1,740,898    |
| Times Union Center                                           | Albany           | 10,936/10,936               | $1,155,427    |
| XL Center                                                    | Hartford         | 11,225/11,225               | $1,421,495    |
| Fenway Park                                                  | Boston           | 27,847/27,847               | $1,421,495    |
| Consol Energy Center                                         | Pittsburgh       | 12,488/12,488               | $1,269,078    |
| Yankee Stadium                                               | New York City    | 62,188/62,188               | $1,269,078    |
| PNC Arena                                                    | Raleigh          | 11,913/11,913               | $1,259,326    |
| Time Warner Cable Arena                                      | Charlotte        | 12,540/12,540               | $1,256,734    |
| Verizon Center                                               | Waszyngton       | 12,901/12,901               | $1,683,729    |
| Citizens Bank Park                                           | Filadelfia       | 36,773/36,773               | $4,270,942    |
| Plains of Abraham                                            | Quebec City      | 71,021/75,000               | $7,391,936    |
| GelreDome                                                    | Arnhem           | 6,343/10,000                | $610,369      |
| Festival Site                                                | Werchter         | 35,881/40,000               | $3,344,159    |
| Stadion Poljud                                               | Split            | 19,338/25,000               | $770,476      |
| Stadio Euganeo                                               | Padwa            | 41,358/42,000               | $3,624,011    |
| Stadion Olimpijski                                           | Rzym             | 50,848/52,000               | $4,257,575    |
| İTÜ Stadyumu                                                 | Stambuł          | 25,438/30,000               | $2,767,959    |
| O2 Arena                                                     | Praga            | 13,261/14,200               | $1,666,798    |
| Commerzbank Arena                                            | Frankfurt        | 26,442/29,000               | $3,292,846    |
| Telenor Arena                                                | Bœrum            | 33,234/35,000               | $4,630,713    |
| Ullevi Stadium                                               | Göteborg         | 30,766/35,000               | $3,177,530    |
| Stadion Narodowy                                             | Warszawa         | 32,549/36,331               | $3,008,068    |
| Ernst-Happel Stadion                                         | Wiedeń           | 36,385/40,000               | $4,409,931    |
| Puskás Ferenc Stadion                                        | Budapeszt        | 18,720/20,000               | $1,137,675    |
| Plac Konstytucji                                             | Bukareszt        | 44,813/44,850               | $3,216,105    |
| Stadion im. Wasyla Lewskiego                                 | Sofia            | 31,371/35,000               | $2,053,674    |
| Kombank Arena                                                | Belgrad          | 12,400/14,000               | $669,712      |
| Olympiastadion                                               | Berlin           | 29,857/40,000               | $3,299,137    |
| Esprit Arena                                                 | Düsseldorf       | 33,727/35,000               | $3,823,373    |
| Amsterdam Arena                                              | Amsterdam        | 47,414/47,500               | $4,257,133    |
| Letzigrund                                                   | Zurych           | 37,367/40,000               | $4,974,579    |
| Wembley Stadium                                              | Londyn           | 57,803/58,000               | $6,385,728    |
| Manchester Arena                                             | Manchester       | 9,667/12,000                | $1,119,528    |
| Aviva Stadium                                                | Dublin           | 24,210/30,000               | $2,443,706    |
| Stade de France                                              | Paryż            | 69,119/70,000               | $6,853,334    |
| RAZEM                                                        | RAZEM            | 4,129,863 / 4,268,028 (97%) | $458,673,798  |